# Sankt-Pius-Gymnasium
Le Sankt-Pius-Gymnasium (St.-Pius-Gymnasium est une abréviation courante en allemand) — lycée Saint-Pie — est un lycée privé catholique situé à Coesfeld, près de Münster en Allemagne. Son nom lui a été donné en l’honneur de saint Pie X. Il est associé au lycée Notre-Dame de Guingamp. L’école compte 52 professeurs et 791 élèves.

## Histoire
Fondé en 1953, par Monseigneur Michael Keller, évêque de Münster, c'est à l'époque un séminaire et un internat pour garçons provenant de familles économiquement faibles du secteur rural qui avaient ainsi la possibilité d’obtenir leur abitur. En 1964, il se transforme en lycée pour garçons, puis devient mixte en 1976.

## Les actions scolaires
- Il y a des messes à la chapelle chaque mercredi.|
- Le lycée a interdit la cigarette depuis 2004.
- Le journal des élèves est couronné plusieurs fois.

## Des élèves connus
- Jan Ammann[1], acteur et chanteur dans la comédie musicale Ludwig²,
- Heinrich Schafmeister, acteur dans la série télévisée Münster-Krimi,
- Mgr Franz-Peter Tebartz-van Elst[2], évêque auxiliaire de l’évêché de Münster, évêque de Limburg.